# Vittsjö
Vittsjö é uma localidade em Hässleholm, condado da Escânia, Suécia com 1691 habitantes em 2005.